# Jaime (film)
Pour plus de détails, voir Fiche technique et Distribution.
Jaime est un documentaire anthropologique portugais réalisé par António Reis, sorti en 1974. Ce film, l'un des jalons du Novo Cinema, prix du meilleur court métrage au Locarno Festival, est qualifié par João César Monteiro d'« un des plus beaux films de l'histoire du cinéma ».
C'est sur ce tournage que le cinéaste rencontre la psychiatre Margarida Cordeiro, qui devient sa compagne et avec qui il réalisera Trás-os-Montes.

## Synopsis
Jaime Fernandes, ouvrier agricole, est interné à 38 ans pour schizophrénie. À la fin de sa vie, il se met à dessiner au stylo à bille.

## Fiche technique
- Réalisation : António Reis
- Production : Henrique Espírito Santo
- Photographie : Acácio de Almeida
- Montage : António Reis et Margarida Cordeiro
- Musique : Georg Philipp Telemann, Louis Armstrong, Karlheinz Stockhausen
- Pays d'origine :  Portugal
- Durée : 35 minutes
- Date de sortie : 2 mai 1974

## Intervenants
- Jaime Fernandes
- Evangelina Gil Delgado, sa veuve